# Masanobu Ando

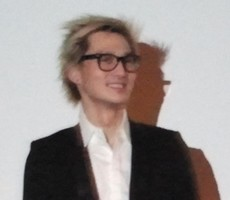
Masanobu Ando

Masanobu Ando (安藤政信), född 19 maj 1975 i Kawasaki, är en japansk skådespelare och regissör[källa behövs]. Han har medverkat i många filmer. Hans mest kända roll är som den psykopatiske mördaren Kazuo Kiriyama i filmen Battle Royale. Han anses vara Japans svar på Johnny Depp.

## Filmografi (i urval)
- 2000 - Battle Royale
- 2002 - Drive
- 2005 - Gimmy Heaven
- 2006 - Big Bang Love: Juvenile A

## Utmärkelser
- 1996 - Nikkan Sports Film Award, bästa nykomling för Kidzu ritan
- 1996 - Hochi Film Award, bästa nya skådespelare för Kidzu ritan
- 1997 - Festivalpris vid Filmfestivalen i Yokohama, bästa nykomling för Kidzu ritan
- 1997 - Mainichi Film Concours, Sponichi Grand Prize New Talent Award för Kidzu ritan
- 1997 - Kinema Junpo Award, bästa nya skådespelare för Kidzu ritan
- 1997 - Blue Ribbon Award, bästa nya skådespelare för Kidzu ritan
- 1997 - Award of the Japanese Academy, årets nykomling för Kidzu ritan